# グスタフ・アドルフ (ゴッター伯)

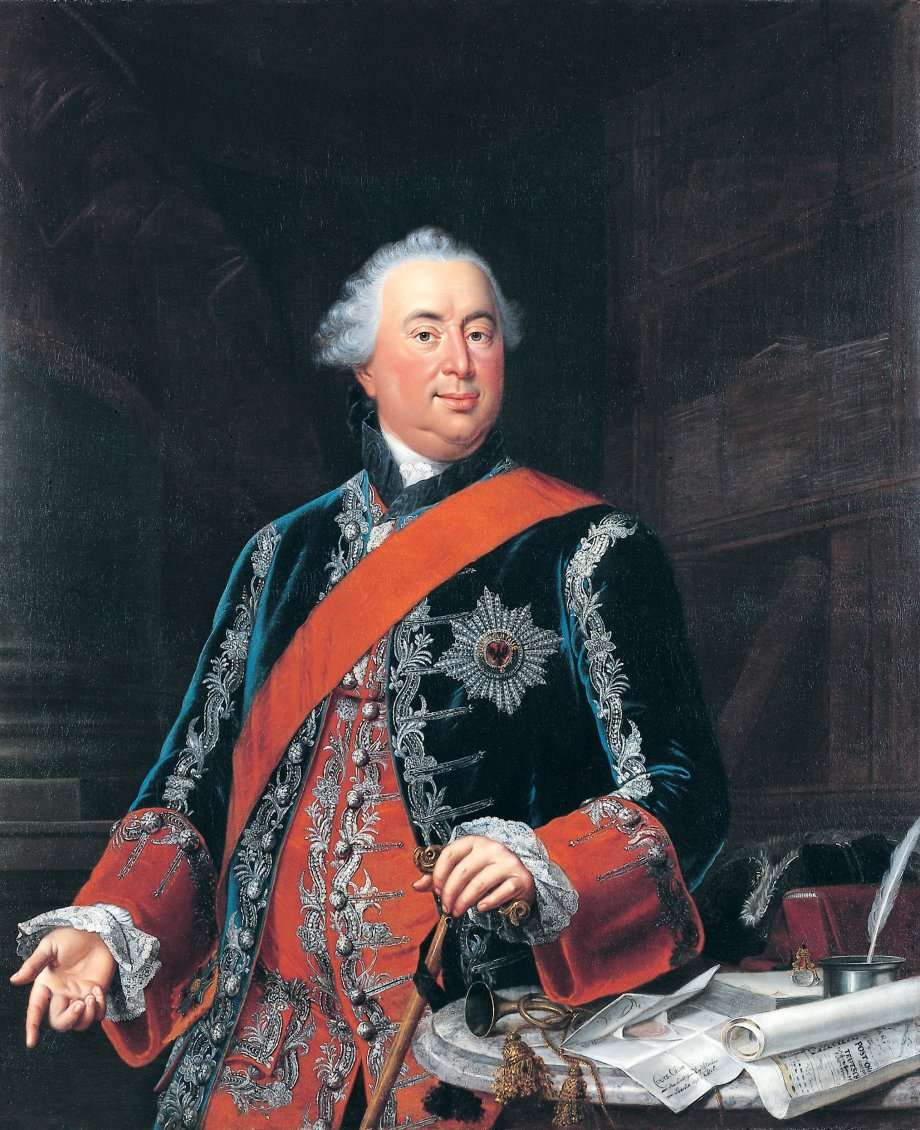
グスタフ・アドルフ

グスタフ・アドルフ・フォン・ゴッター（Gustav Adolf Reichsgraf von Gotter, 1692年3月26日 - 1762年5月28日）は、18世紀に神聖ローマ帝国域で活躍した外交官、政治家。

## 出自
神聖ローマ帝国の一領邦であるザクセン＝ゴータ公国に、裕福な市民階級にある財務官僚の息子として生まれた。長じてハレ大学、イェーナ大学で学んだのち、ウィーンに出てその経歴をスタートさせた。

## 活動
当時ゴータ公国は領地の相続について係争を抱えており、グスタフ・アドルフはこの問題を公国に有利に運ぶために皇帝のお膝元であるウィーンに派遣された。グスタフ・アドルフはその人柄と、巧みな話術、および貴顕の人々を豪華で洗練された宴会に招待することで、たちまち当地の社交界で有名になり、外交官としての頭角を現した。公国もこれに応え、グスタフ・アドルフはウィーンに着任した翌年にはウィーンにおけるゴータ家の総代理職となり、1720年には全権公使の地位と、公国における伯爵の称号を得た。
1723年、グスタフ・アドルフは神聖ローマ皇帝カール6世から帝国男爵の地位を授けられ、ウィーン社交界のみならず帝国外交界の寵児として絶頂にあった。特にプロイセン王フリードリヒ・ヴィルヘルム1世からは高く評価され、ゴータ公国における立場はそのままで、プロイセンの役職と年金を得た。この恵まれた時期にグスタフ・アドルフはあっさり第一線から身を引き、ゴータ公国内に領地と城館を得て優雅な生活を送った。もちろんまだ引退したわけではなく、地位と身分は保持していた。
1740年には晩年の皇帝から帝国伯爵に格上げされたが、この年はグスタフ・アドルフにとってもヨーロッパ全体においても転機であった。フリードリヒ・ヴィルヘルム1世が死去してフリードリヒ2世が即位すると、大王はグスタフ・アドルフに大臣級の地位を与えて第一線への復帰を求めた。その任務はすなわち、カール6世の死去とマリア・テレジアの即位に際して、プロイセン全権代表として、オーストリアにシュレージェンの割譲を飲ませることであった。しかし、これは失敗する。フランツがプロイセンとの最終交渉において譲歩の気配を示すと、マリア・テレジアが影からこれを制し、しまいには強引に交渉を打ち切ったという逸話があるが、このときのフランツの交渉相手が他ならぬグスタフ・アドルフである。開戦が決定的になるとグスタフ・アドルフはウィーンからの退去を勧告され、プロイセンに移った。
オーストリアとの交渉に失敗し、地盤としてきたウィーンでの立場も失ったものの、大王のグスタフ・アドルフに対する評価は変わらず、重臣の一人として腕を振るうことを期待されていた。ところがしばらくしてグスタフ・アドルフは健康を損ない、とても職務に耐えられなくなったため、ゴータに帰って静養したいと申し出た。大王は深く嘆いたものの、病身とあっては致し方なく、グスタフ・アドルフを故郷へ帰したが、再起を期待して年金はそのままにしておいた。こうしてゴータに帰ったグスタフ・アドルフだったが、なかなか健康体を取り戻すことはできず、復帰にはかなりの時間を要した。というのも、放蕩の癖を抑えることができず、食事と酒、それに女性について節制を保つことができなかったからである。それでもなんとかプロイセンに戻ることができたが、現役として活躍することのできる貴重な時間を失ってしまった。

## 人柄
長身、大柄で知識深く弁舌に優れ、雷神（ユピテル）ゴッターの異名をとった。ゴータではトゥルビヨン（つむじ風）とも呼ばれた。料理やワインについても見識高く、彼の開く宴会には人が集まり、彼の薦めるワインはよく売れた。食事、酒、女性、そして賭け事に財を費やして収まらず、あちこちから年金や役職に伴う給与を得ながら慢性的に赤字財政だった。宴会では、先に宴会に出す予定のワインを買い占めておいて、そのワインが自身の影響力で社交界で人気となり値上がりすると売り出して利益を得るようなこともしたのだが、それ以上に出費のほうが多かった。最終的にはせっかくの領地も手放している。
能力の高さで出世し、しかも国を渡り歩くことのできた最後の世代で、革命の始まるころにはゴッターのような生き方は困難になる。地位に執着せず、この世の楽しみを求めて気の赴くままに生きた。浪費ぶりも含めて、ロココ時代の代表的な人物の一人である。